# Александрово-Марьино
Александрово-Марьино — деревня в Устюженском районе Вологодской области.
Входит в состав муниципального образования посёлок имени Желябова (с 1 января 2006 года по 11 января 2007 года входила в Лентьевское сельское поселение), с точки зрения административно-территориального деления — в Лентьевский сельсовет.
Расстояние до районного центра Устюжны по автодороге — 16 км, до центра муниципального образования посёлка имени Желябова по автодороге — 16 км. Ближайшие населённые пункты — Лычно, Чирец, Матвеево.
По переписи 2002 года население — 33 человека (10 мужчин, 23 женщины). Преобладающая национальность — русские (94 %).